# Дундазький край
Дундазький край (латис. Dundagas novads) — адміністративно-територіальна одиниця Латвійської Республіки. Розташований у західній частині країни, в історичному регіоні Курляндія. Адміністративний центр — Дундага. Створений 2009 року. Площа — 675,6 км². Населення — 4228 осіб (2011). До складу краю входять 2 волості.